# Adrien Duvillard (ski, 1969)
Pour les articles homonymes, voir Duvillard.
Ne doit pas être confondu avec Adrien Duvillard (ski, 1934).
Adrien Duvillard, né le 8 février 1969 à Megève, est un skieur alpin français.

## Biographie
Il est le fils d'Adrien Duvillard et le neveu d'Henri Duvillard.

## Coupe du monde
- Meilleur résultat au classement général : 16e en 1993
  - 1 victoire : 1 descente

### Saison par saison
- Coupe du monde 1992 :
  - Classement général : 50e
- Coupe du monde 1993 :
  - Classement général : 16e
    - 1 victoire en descente : Kvitfjell I[1]
- Coupe du monde 1996 :
  - Classement général : 94e
- Coupe du monde 1997 :
  - Classement général : 55e
- Coupe du monde 1998 :
  - Classement général : 56e

## Arlberg-Kandahar
- Meilleur résultat : 8e place dans le combiné 1993 à Garmisch

## Championnats de France
- Champion de France de Descente en 1988
- Champion de France de Super G en 1992 et 1993
- Champion de France de Slalom Géant en 1990
- 3ème aux championnats de France de Descente en 1996